# Hypena khasiana
Hypena khasiana là một loài bướm đêm trong họ Erebidae.